# レオ・ザ・ライオン

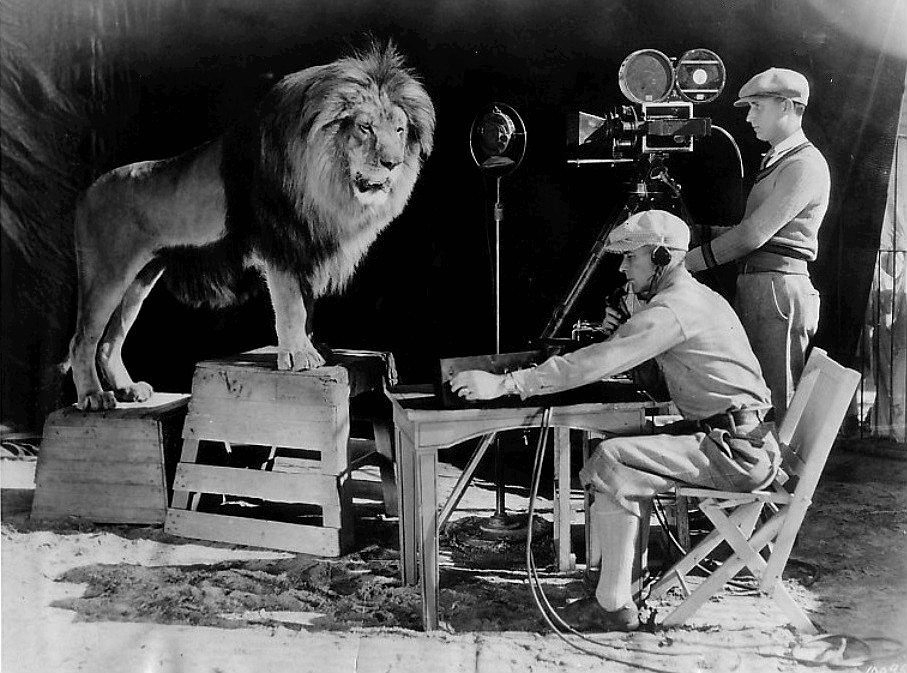
「レオ・ザ・ライオン」の収録風景。（1928年）

レオ・ザ・ライオン（Leo the Lion）は、ハリウッドの映画会社メトロ・ゴールドウィン・メイヤー （MGM）が使用しているオープニングロゴの愛称、及び、その前身であるゴールドウィン・ピクチャーズが使用していたロゴの愛称である。

## 概要
このロゴはフィルムで象られたアーチの中にライオンが位置するというものであり、1916年のゴールドウィン・ピクチャーズ時代から大まかなデザインはほとんど変わっていない（無声映画時代には当然咆哮はない）。そのためパロディーとして使われることも多々ある。例えばチャック・ジョーンズ期（1963年 - 1967年）の『トムとジェリー』では、ライオンの代わりにトムがほえている。
ライオンを囲むリボンには「芸術のための芸術」のラテン語表記「Ars Gratia Artis」の文字が入っている。後述の社章も同様である。

## 歴代のロゴ

### 初代（スラット）
創業開始当初のロゴで、1924年 - 1928年まで使用された。設立当時は、サイレント映画が主流だった為、後述する他のライオンとは異なり、後述する静止画以外では唯一吠えないライオンのロゴである。

### 2代目（ビル）
テクニカラー2色法に対応したロゴで、1927年 - 1928年まで使用されたが、わずか2作品のみにしか使われていない。そのせいか、現状映像も残っていない。

### 3代目（ジャッキー）
トーキー映画が主流になってきた為、それに合わせて、初めて吠えたライオンのロゴである。1928年 - 1956年にかけ、主にモノクロ映画に使用された。実写映画では、『ブロードウェイ・メロディー』、『オズの魔法使』『哀愁』など、アニメーション映画では、『カエルのフリップ』（原題：Flip the Frog）などの、アブ・アイワークス製作の短編アニメーション映画などで、主に使用された。

### 4代目（テリー）
前述の2代目と同じく、テクニカラー2色法に対応したロゴで、1928年 - 1932年まで使用された。しかし、モノクロの物もあり、こちらは、カラー版の吠えるところをカットしただけの物である。

### 5代目（コーヒー）
前述した2、4代目と同じく、テクニカラー2色法に対応したロゴで、実写映画では、1932年 - 1934年、アニメーション映画では、1932年 - 1935年まで使用された。しかし、咆哮は、ヒュー・ハーマンとルドルフ・アイジングが製作していた『ハッピー・ハーモニーズ』のみ、後述する5代目のロゴになった後も使われ続けた。

### 6代目（タナー）
テクニカラー3色法に対応して使われたロゴで、実写映画では、1934年 - 1956年にかけて、アニメーション映画では、1935年 - 1958年、1963年 - 1967年にかけて使用された。トムとジェリーや、テックス・アヴェリー製作のアニメーション映画でお馴染みのロゴであるが、様々なヴァージョンがある。実写映画では、『若草の頃』、『錨を上げて』、『巴里のアメリカ人』、『雨に唄えば』などのミュージカル映画で主に使用された。カラー版の他にモノクロ版もあるが、咆哮が異なる。1956年に実写映画では使用されなくなり、後述する7代目のロゴに代わるが、アニメーション映画では、スタジオが閉鎖された翌年の1958年まで使用された。また、咆哮は、ロゴが変更された後も、1981年にMGMがユナイテッド・アーティスツ（以下UAと略）を吸収合併するまで使われ続けた。

### 7代目（ジョージ）
1956年 - 1958年にかけ、実写映画のみに使用されたロゴ。咆哮は2種類あるが、いずれも6代目の物を流用していた。

### 8代目（レオ）
1957年より使用されているロゴ。咆哮は、1981年にUAを吸収合併してMGM/UAが発足するまでは、7代目と同じく、6代目の物を流用していたが、UAを吸収合併してから咆哮が変わった。咆哮が3度の物と2度の物があるが、2度の物は、3度の物の最初の部分をカットしただけである。2021年より映像がCGになっているが、音声は変わらない。

## 補足
1982年のMGM/UA発足まで使われていた社章は、地面に伏せたライオンの横姿がオープニングロゴにあるリボンで囲まれ、その下に「A Metro-Goldwyn-Mayer Picture」の文字が入り、さらにその両脇にトーチが配されている。この社章はほとんどの作品のオープニングタイトル（著作権表示の近くが多い）やエンドロールに入っていた。
MGMカメラ65で撮影された『愛情の花咲く樹』『ベン・ハー』と、MGMカメラ65の後継であるウルトラパナビジョン70で撮影された『戦艦バウンティ』では、7代目レオのバージョンを静止させたロゴになっており、当然咆哮はない。
『The Subject Was Roses』と『2001年宇宙の旅』の2作品のみ、青いバックに丸いライオンの意匠、「A Metro-Goldwyn-Mayer」ではなく、単に「MGM」とだけ書かれたロゴが使用された。